# Beit Yahoun
Beit Yahoun è un villaggio del Libano che si trova vicino a Bint Jbeil, nel governatorato di Nabatiye.
Beit Yahoun dista 117 km da Beirut; si trova a 950 metri sul livello del mare e si estende su una superficie di 485 ettari.